# Volksentscheid zur Auflösung des preußischen Landtages

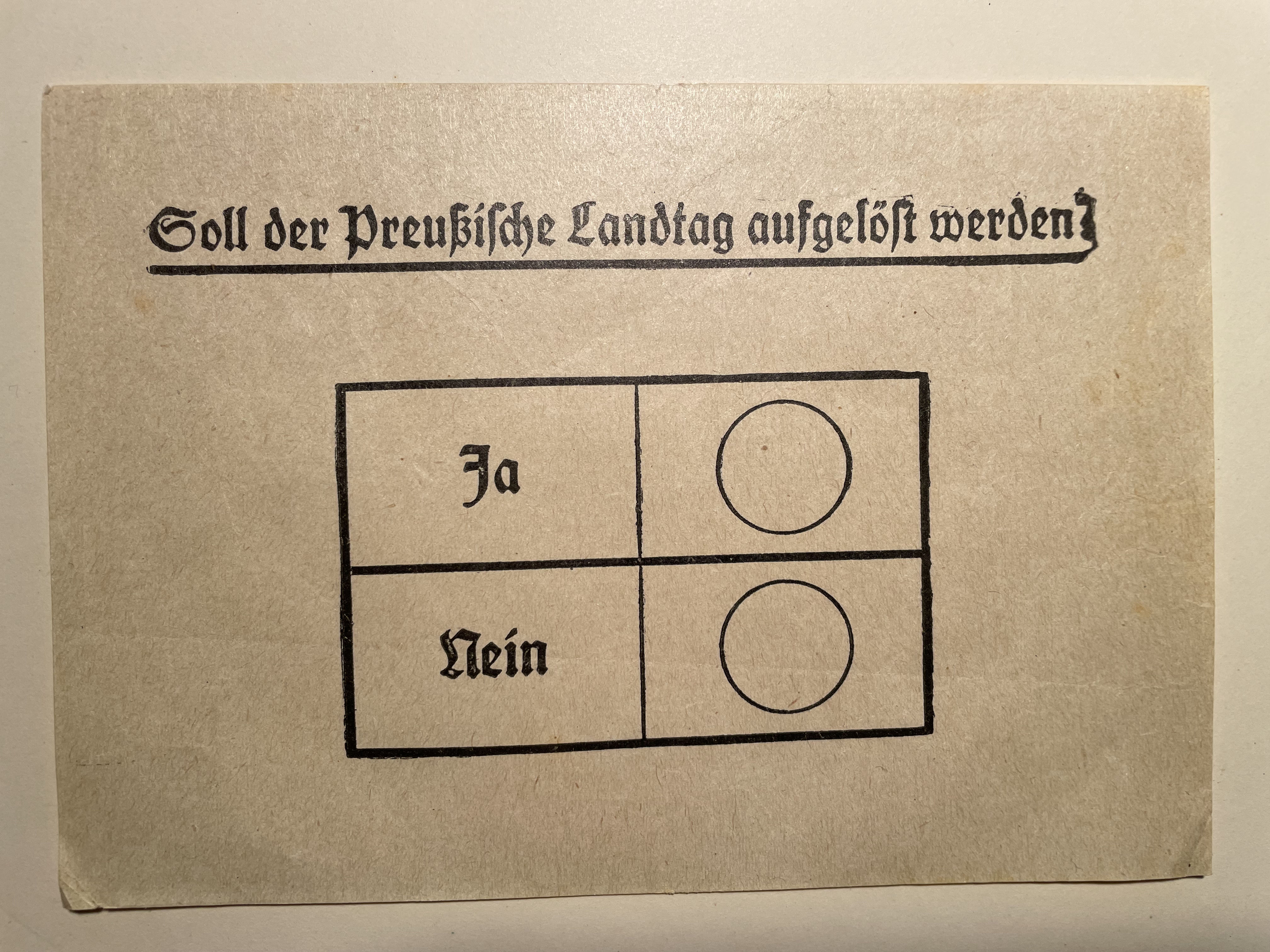
Stimmzettel, der beim Volksentscheid über die Auflösung des preußischen Landtags vom 9. August 1931 verwendet wurde

Der Volksentscheid zur Auflösung des preußischen Landtags vom 9. August 1931 wurde durch ein im Frühjahr des gleichen Jahres vom republikfeindlichen Stahlhelm gestartetes Volksbegehren ausgelöst. Unterstützt wurde die Organisation dabei von mehreren Rechtsparteien, der NSDAP und der KPD. Das Vorhaben scheiterte im Volksentscheid bei 93,93 % Ja-Stimmen und einer Beteiligung von 39,21 % unecht am Quorum, das eine Mindestbeteiligung von 50 % der Stimmberechtigten vorsah.

## Vorgeschichte
Preußen galt nach den Reichstagswahlen von 1930 als Bollwerk der Demokratie in Deutschland. Aus diesem Grund verstärkten sich seither die Angriffe gegen die Regierung von Otto Braun. Auf Druck von Heinrich Brüning und Joseph Wirth wurde nach einem vorangegangenen Verbot der Stahlhelm im Sommer 1930 in Preußen wieder zugelassen. Auf dem „Reichsfrontsoldatentag“ am 4. Oktober in Koblenz, an dem über 100.000 Anhänger teilnahmen, griff der Führer des Stahlhelms Franz Seldte die „marxistische“ preußische Regierung scharf an. Er kündigte ein Volksbegehren zur vorzeitigen Auflösung des preußischen Landtages an.

## Volksbegehren
Ein entsprechender Antrag wurde am 4. März 1931 vom preußischen Innenminister Carl Severing genehmigt und der Beginn der zweiwöchigen Eintragungsfrist auf den 8. April 1931 festgelegt. Unterstützt wurde das Volksbegehren von der DNVP, der DVP und verschiedenen kleinen Parteien. Kurz vor Beginn der Eintragungsfrist rief auch Adolf Hitler im Namen der NSDAP zur Unterstützung auf.
Nach Ablauf der Eintragungsfrist hatten sich 5,96 Millionen Stimmberechtigte für das Volksbegehren ausgesprochen. Das waren nur wenig mehr um das 20 %-Unterschriftenquorum (5,27 Millionen) zu überschreiten. Das Ergebnis war für die Initiatoren insofern enttäuschend, weil sie damit deutlich unterhalb der gemeinsam erhaltenen Stimmen bei der Reichstagswahl von 1930 in Preußen blieben.
Der preußische Landtag debattierte am 8. und 9. Juli 1931 über das Volksbegehren. Die beantragte Landtagsauflösung lehnten die Koalitionsparteien SPD, Zentrum und Deutsche Staatspartei (229 Stimmen) gegen die Stimmen der NSDAP, DNVP, KPD, DVP, der Deutschen Fraktion, der Wirtschaftspartei und dem Christlich-Sozialer Volksdienst (zusammen 190 Stimmen) ab. Damit war ein Volksentscheid über das Anliegen abzuhalten, der für den 9. August 1931 angesetzt wurde.
Das Quorum von 20 % der Stimmberechtigten wurde vor allem in den ostelbischen Stimmkreisen überschritten.

Eintragungen für das Volksbegehren:

| Nr.    | Stimmkreis         | Stimm- berechtigte | Eintragungen | Eintragungen |
| Nr.    | Stimmkreis         | Stimm- berechtigte | Zahl         | in %         |
| ------ | ------------------ | ------------------ | ------------ | ------------ |
| 1      | Ostpreußen         | 1.381.547          | 534.323      | 38,7 %       |
| 2      | Berlin             | 1.567.433          | 151.952      | 9,7 %        |
| 3      | Potsdam II         | 1.391.282          | 245.976      | 17,7 %       |
| 4      | Potsdam I          | 1.385.011          | 311.322      | 22,5 %       |
| 5      | Frankfurt a. O.    | 1.084.931          | 383.523      | 35,3 %       |
| 6      | Pommern            | 1.207.955          | 531.614      | 44,0 %       |
| 7      | Breslau            | 1.275.474          | 345.601      | 27,1 %       |
| 8      | Liegnitz           | 811.591            | 252.502      | 31,1 %       |
| 9      | Oppeln             | 872.672            | 173.209      | 19,8 %       |
| 10     | Magdeburg          | 883.474            | 277.506      | 31,4 %       |
| 11     | Merseburg          | 974.209            | 352.342      | 36,2 %       |
| 12     | Erfurt             | 425.139            | 114.233      | 26,9 %       |
| 13     | Schleswig-Holstein | 1.054.080          | 298.591      | 28,3 %       |
| 14     | Weser-Ems          | 457.072            | 110.484      | 24,2 %       |
| 15     | Ost-Hannover       | 709.540            | 238.134      | 33,6 %       |
| 16     | Süd-Hannover       | 1.001.962          | 234.425      | 23,4 %       |
| 17     | Westfalen-Nord     | 1.469.631          | 187.366      | 12,7 %       |
| 18     | Westfalen-Süd      | 1.688.210          | 276.265      | 16,4 %       |
| 19     | Hessen-Nassau      | 1.720.196          | 323.559      | 18,8 %       |
| 20     | Köln-Aachen        | 1.512.313          | 89.398       | 5,9 %        |
| 21     | Koblenz-Trier      | 821.027            | 126.397      | 15,4 %       |
| 22     | Düsseldorf-Ost     | 1.489.481          | 212.947      | 14,3 %       |
| 23     | Düsseldorf-West    | 1.215.655          | 184.327      | 15,2 %       |
| Gesamt | Gesamt             | 26.399.885         | 5.955.996    | 22,6 %       |

## Unterstützung durch die KPD

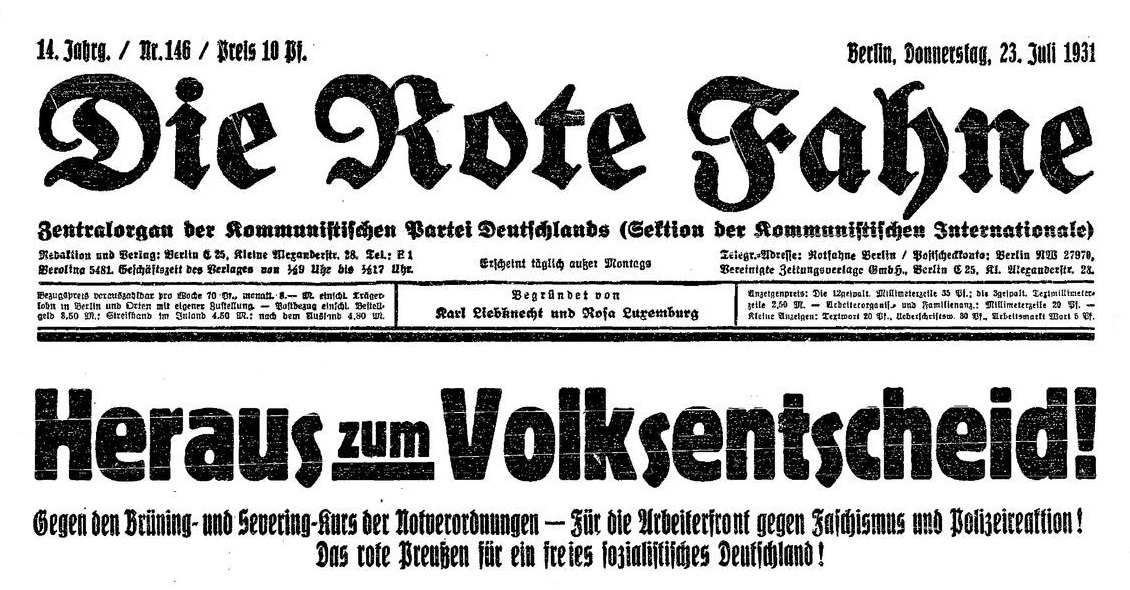
Titelblatt der Roten Fahne vom 23. Juli 1931, in der die KPD-Anhänger zur Teilnahme am Volksentscheid aufgefordert wurden

Die KPD erklärte sich nach der Ankündigung des Volksbegehrens durch den Stahlhelm im Oktober 1930 zunächst nicht zu einer Unterstützung bereit. Das Mitglied des Exekutivkomitees der Komintern (EKKI) Hermann Remmele schlug auf einer KPD-Führungssitzung im Januar 1931 vor, den rechten Parteien mit einem eigenen Volksbegehren zur Landtagsauflösung zuvorzukommen. Dem entgegen charakterisierte das ZK der KPD einen Monat später das „Volksbegehren der Reaktion“ als „demagogische“ Tat von Joseph Goebbels und Wilhelm Frick. Der Grund für die zögernde Haltung innerhalb der KPD lag in der mangelnden Unterstützung durch die KPD-Bezirkssekretäre, die Rücksicht auf die sozialdemokratische Arbeiterschaft nehmen wollten.
Angesichts der vergleichsweise geringen Zahl an Unterschriften für das Volksbegehren konnten die republikanischen Kräfte dem Volksentscheid eher zuversichtlich entgegensehen. Dies änderte sich am 22. Juli 1931, als auch die KPD nun doch ihre Unterstützung ankündigte, nachdem das EKKI Einspruch gegen den Beschluss der Partei einlegte den Entscheid nicht zu unterstützen. Diese Entscheidung spiegelt die damalige Priorität der Kommunisten für den Kampf gegen die als „sozialfaschistisch“ geschmähte SPD wider und entsprach ganz der Linie, die das EKKI im Frühjahr 1931 vorgegeben hatte. Hinter der Entscheidung der KPD standen der Heinz Neumann als „Leiter des Polbüros hinter den Kulissen“, die Komintern und Stalin, die auch erheblichen Einfluss auf die Entscheidung nahmen.

## Volksentscheid

Ergebnisse des Volksentscheids (Zustimmung in Prozent der Stimmberechtigten):

Am 6. August 1931, kurz vor der Abstimmung, wandte sich die preußische Regierung an die Öffentlichkeit: „Wer ein Sowjet-Preußen oder ein faschistisches Preußen und damit den Bruderkrieg im eigenen Land wolle, der solle beim Volksentscheid mit „Ja“ stimmen; wer dagegen für den sozialen und demokratischen Ausbau der deutschen Republik und des Freistaates Preußen sei, der möge sich vom Volksentscheid fernhalten.“
Das Volksbegehren scheiterte im Volksentscheid am 9. August 1931 unecht, da das notwendige Quorum verfehlt wurde. Die Auszählung ergab zwar 9,8 Millionen Stimmen für das Anliegen der vorzeitigen Landtagsauflösung, was 93,9 % der abgegebenen gültigen Stimmen entsprach. Es hatten sich jedoch nur 10,4 Millionen Personen am Volksentscheid beteiligt, was lediglich 36,8 % der Stimmberechtigten entsprach. Notwendig wäre eine Beteiligung von mindestens 50 Prozent der Stimmberechtigten, entsprechend 13,4 Millionen Stimmen, gewesen. In allen Stimmkreisen hatten sich mehr als 90 Prozent der Abstimmenden für die Landtagsauflösung ausgesprochen. Die Wahlbeteiligung überstieg jedoch nur in fünf Stimmkreisen die Marke von 50 Prozent: in Ostpreußen, Pommern, Frankfurt an der Oder, Merseburg und Ost-Hannover. Die Strategie der SPD und der anderen das Volksbegehren ablehnenden Parteien, ihre Anhänger zum Boykott des Volksentscheids aufzurufen, war damit aufgegangen. Das demokratische Lager feierte das Scheitern der Volksbegehrens als Erfolg für die Republik. Es hatten sich jedoch auch zahlreiche kommunistische Wähler nicht an der Abstimmung beteiligt. Der voraussehbare Misserfolg veranlasste die Berliner Parteiführung der KPD, am Abend des 9. August während eines Auflaufs ihrer Anhängerschaft vor ihrer Zentrale am Bülowplatz zur Ermordung der Polizeioffiziere Paul Anlauf und Franz Lenck, um eine neue politische Situation zu schaffen.
Im Nachhinein hat die offizielle Geschichtsschreibung des ZK der SED 1966 die Beteiligung der KPD als folgenschweren Fehler bezeichnet.
| Nr.    | Stimmkreis         | Stimm- berechtigte | Stimmbeteiligung | Stimmbeteiligung | Gültige Stimmen | Ungültige Stimmen | Ungültige Stimmen | Ja-Stimmen | Ja-Stimmen                   | Ja-Stimmen            | Nein- Stimmen |
| Nr.    | Stimmkreis         | Stimm- berechtigte | Zahl             | in %             | Gültige Stimmen | Zahl              | in %              | Zahl       | in % der Stimm- berechtigten | in % der Abstimmenden | Nein- Stimmen |
| ------ | ------------------ | ------------------ | ---------------- | ---------------- | --------------- | ----------------- | ----------------- | ---------- | ---------------------------- | --------------------- | ------------- |
| 1      | Ostpreußen         | 1.397.762          | 715.196          | 51,2 %           | 695.688         | 19.508            | 2,7 %             | 658.215    | 47,1 %                       | 92,0 %                | 37.473        |
| 2      | Berlin             | 1.534.159          | 485.934          | 31,7 %           | 476.965         | 8.969             | 1,8 %             | 461.072    | 30,1 %                       | 94,9 %                | 15.893        |
| 3      | Potsdam II         | 1.404.190          | 474.246          | 33,8 %           | 466.360         | 7.886             | 1,7 %             | 452.416    | 32,2 %                       | 95,4 %                | 13.944        |
| 4      | Potsdam I          | 1.419.946          | 593.833          | 41,8 %           | 579.115         | 14.718            | 2,5 %             | 556.101    | 39,2 %                       | 93,6 %                | 23.014        |
| 5      | Frankfurt a. O.    | 1.089.598          | 562.142          | 51,6 %           | 543.243         | 18.899            | 3,4 %             | 519.753    | 47,7 %                       | 92,5 %                | 23.490        |
| 6      | Pommern            | 1.234.648          | 709.565          | 57,5 %           | 688.703         | 20.862            | 2,9 %             | 658.363    | 53,3 %                       | 92,8 %                | 30.340        |
| 7      | Breslau            | 1.286.787          | 539.009          | 41,9 %           | 523.315         | 15.694            | 2,9 %             | 495.693    | 38,5 %                       | 92,0 %                | 27.622        |
| 8      | Liegnitz           | 820.800            | 391.422          | 47,7 %           | 380.701         | 10.721            | 2,7 %             | 358.867    | 43,7 %                       | 91,7 %                | 21.834        |
| 9      | Oppeln             | 883.649            | 319.941          | 36,2 %           | 309.547         | 10.394            | 3,2 %             | 290.784    | 32,9 %                       | 90,9 %                | 18.763        |
| 10     | Magdeburg          | 887.369            | 402.200          | 45,3 %           | 389.152         | 13.048            | 3,2 %             | 373.514    | 42,1 %                       | 92,9 %                | 15.638        |
| 11     | Merseburg          | 975.694            | 560.944          | 57,5 %           | 548.421         | 12.523            | 2,2 %             | 528.305    | 54,1 %                       | 94,2 %                | 20.116        |
| 12     | Erfurt             | 433.985            | 188.044          | 43,3 %           | 183.947         | 4.097             | 2,2 %             | 179.640    | 41,4 %                       | 95,5 %                | 4.307         |
| 13     | Schleswig-Holstein | 1.051.950          | 519.842          | 49,4 %           | 508.465         | 11.377            | 2,2 %             | 494.387    | 47,0 %                       | 95,1 %                | 14.078        |
| 14     | Weser-Ems          | 465.351            | 172.548          | 37,1 %           | 169.249         | 3.299             | 1,9 %             | 164.658    | 35,4 %                       | 95,4 %                | 4.591         |
| 15     | Ost-Hannover       | 710.895            | 368.540          | 51,8 %           | 360.633         | 7.907             | 2,1 %             | 348.275    | 49,0 %                       | 94,5 %                | 12.358        |
| 16     | Süd-Hannover       | 1.007.831          | 379.723          | 37,7 %           | 371.674         | 8.049             | 2,1 %             | 356.184    | 35,3 %                       | 93,8 %                | 15.490        |
| 17     | Westfalen-Nord     | 1.491.876          | 425.822          | 28,5 %           | 416.191         | 9.631             | 2,3 %             | 401.266    | 26,9 %                       | 94,2 %                | 14.925        |
| 18     | Westfalen-Süd      | 1.688.949          | 582.564          | 34,5 %           | 571.783         | 10.781            | 1,9 %             | 551.229    | 32,6 %                       | 94,6 %                | 20.554        |
| 19     | Hessen-Nassau      | 1.738.914          | 574.790          | 33,1 %           | 564.528         | 10.262            | 1,8 %             | 552.734    | 31,8 %                       | 96,2 %                | 11.794        |
| 20     | Köln-Aachen        | 1.519.885          | 257.824          | 17,0 %           | 253.861         | 3.963             | 1,5 %             | 245.257    | 16,1 %                       | 95,1 %                | 8.604         |
| 21     | Koblenz-Trier      | 834.147            | 221.659          | 26,6 %           | 218.069         | 3.590             | 1,6 %             | 211.777    | 25,4 %                       | 95,5 %                | 6.292         |
| 22     | Düsseldorf-Ost     | 1.492.229          | 554.751          | 37,2 %           | 546.948         | 7.803             | 1,4 %             | 532.600    | 35,7 %                       | 96,0 %                | 14.348        |
| 23     | Düsseldorf-West    | 1.217.058          | 425.096          | 34,9 %           | 415.627         | 9.469             | 2,2 %             | 401.940    | 33,0 %                       | 94,6 %                | 13.687        |
| Gesamt | Gesamt             | 26.587.672         | 10.425.635       | 39,2 %           | 10.182.185      | 243.450           | 2,3 %             | 9.793.030  | 36,8 %                       | 93,9 %                | 389.155       |